# 万家镇 (绥中县)
万家镇，是中华人民共和国辽宁省葫芦岛市绥中县下辖的一个乡镇级行政单位。

## 行政区划
万家镇下辖以下地区：
王家社区、王家村、甘家村、老户村、止锚湾村、贺家村、孟家村、金丝村、万家村、北邱洼村和苏家村。